# Maaseik (1953)
Maaseik (M913) – belgijski trałowiec z lat 50. XX wieku, jedna z 26 zbudowanych dla Belgijskiej Marynarki Wojennej jednostek amerykańskiego typu Adjutant. Stępkę okrętu położono w maju 1951 roku w stoczni Hodgdon Brothers w East Boothbay, a w skład marynarki wojennej Belgii został przyjęty w sierpniu 1953 roku. W 1969 roku jednostkę zwrócono USA, po czym została przekazana Tajwanowi i wcielona do marynarki wojennej Republiki Chińskiej pod nazwą „Yung Cheng”. Okręt wycofano ze służby w maju 1995 roku.

## Projekt i budowa
Projekt trałowców typu Adjutant (Blackbird) powstał jako rozwinięcie drugowojennych jednostek typu YMS . Okręty miały w większości zasilić floty państw sojuszniczych, w ramach Major Defense Acquisition Program (MDAP) . Spośród 159 zbudowanych jednostek oryginalnego typu Blackbird tylko 20 zasiliło United States Navy, a wiele zbudowano za granicą z amerykańską i brytyjską pomocą .
Przyszły „Maaseik” zbudowany został w stoczni Hodgdon Brothers w East Boothbay . Stępkę okrętu położono w maju 1951 roku, nieznana jest data wodowania . Jednostka miała nosić oznaczenie MSC-78.

## Dane taktyczno-techniczne
Okręt był przybrzeżnym, małomagnetycznym trałowcem o długości całkowitej 44 metry (42 metry między pionami), szerokości 8,3 metra i zanurzeniu 2,6 metra. Kadłub okrętu wykonany był z drewna. Wyporność standardowa wynosiła 330 ton, a pełna 390 ton . Okręt napędzany był przez dwa silniki wysokoprężne General Motors 8-268A o łącznej mocy 880 KM, napędzających dwie śruby . Prędkość maksymalna jednostki wynosiła 13,5 węzła . Zapas paliwa wynosił 28 ton, co zapewniało zasięg 2700 Mm przy prędkości 10,5 węzła.
Uzbrojenie artyleryjskie jednostki składało się początkowo z podwójnego zestawu działek plot. kalibru 20 mm Oerlikon L/70 Mark 24 . Wyposażenie trałowe obejmowało trały: mechaniczny, elektromagnetyczny i akustyczny . Wyposażenie radioelektroniczne obejmowało radar nawigacyjny Decca 1229 oraz sonar AN/UQS-1 .
Załoga okrętu składała się z 36 oficerów, podoficerów i marynarzy .

## Służba
„Maaseik” został przyjęty w skład Belgijskiej Marynarki Wojennej w sierpniu 1953 roku . Okręt otrzymał numer burtowy M913. W 1969 roku dokonano zmiany uzbrojenia artyleryjskiego jednostki, w miejsce podwójnego zestawu działek Oerlikon montując pojedyncze działko plot. Bofors kal. 40 mm L/60 Mark 3 . W listopadzie 1969 roku trałowiec został zwrócony USA, po czym został przekazany Tajwanowi i wszedł do służby w Zhonghua Minguo Haijun pod nazwą „Yung Cheng” (永城)  . Okręt otrzymał numer taktyczny MSC-165 . Po transferze po raz kolejny wymieniono uzbrojenie artyleryjskie, demontując działko Boforsa i instalując dwa pojedyncze działka Oerlikona; wymieniono też wyposażenie radioelektroniczne na radar Decca 707 i sonar AN/UQS-1D. Jednostkę wycofano ze służby w maju 1995 roku .